# わずか1000ウォンの弁護士
『わずか1000ウォンの弁護士』（わずかせんうぉんのべんごし、朝鮮語: 천원짜리 변호사）は、韓国SBSにて2022年9月23日から11月11日まで放送されたテレビドラマ。安価な収入を得る弁護士が依頼人のために全力で立ち向かうヒューマン法廷コメディドラマ。日本ではDisney+で配信されている。当初は14話編成であったが、制作側の都合で12話で放送終了となった。放送終了直前まで度々、放送休止が相次いでいた。

## あらすじ
漢江の橋の上であった男性の金を取り立てようとした貸金業者の元を訪れようと、事務所に向かったが、ジフンはペク・マリ（キム・ジウン）を貸金業者と思ってしまう。さらに法廷でチョン・ジフン（ナムグン・ミン）が提出した想像もできない証拠品に裁判長が驚愕するが、マリ（キム・ジウン）も支持せずに追及した。一方、マリは弁護士試補をするため祖父のヒョンム（イ・ドクファ）が紹介してくれた法律事務所を訪ねていくが、そこはジフンが営む法律事務所であった。

## 登場人物
※括弧内は日本語吹替。

### 主要人物
- チョン・ジフン：ナムグン・ミン（國分和人）

常にヨーロッパ風のスーツを纏い、安価な収入で依頼人の権利を守るために戦う弁護士。
自身を韓国のシャーロック・ホームズと思っている。喫茶店を拠点とする。
- ペク・マリ：キム・ジウン（朝鮮語版）（中村美怜）

法曹界の華麗なる一族出身の司法研修生。
ヒョンムから、ジフンの元で司法官試補で2ヶ月の勤務を命じられる。
- ソン・ミンヒョク：チェ・デフン（朝鮮語版）（清水優譲）

世間知らずのエリート検事。マリとの結婚を夢見ていたが、突然、現れたジフンを疎く思っている。
- ペク・ヒョンム：イ・ドクファ（ふくまつ進紗）

マリの祖父で、大手法律事務所「ペク」の代表弁護士。ジフンをスカウトしようと企む。

### その他
- 事務長：パク・ジヌ（朝鮮語版）

ジフンの最初の依頼人。現在はクリーニング運営をしながら、ジフンの補佐をしている。
- ナ・イェジン：コン・ミンジョン（小林さとみ）

検事。
- オ・ミナ：チョ・ヨンヒ（朝鮮語版）（木内さや香）

マリの母。舅であるヒョンムとは不仲。

## スタッフ
- 演出：キム・ジェヒョン（朝鮮語版）、シン・ジュンフン
- 脚本：チェ・スジン（朝鮮語版）、チェ・チャンファン（朝鮮語版）
- 制作：SBS